# Lucas Mulazzi
Lucas Javier Mulazzi (Lomas de Zamora, Argentina; 27 de septiembre de 1999) es un futbolista profesional argentino que se desempeña como defensa y juega en Carlos Stein de la Liga 2 de Perú.    

## Clubes
Datos actualizados al 4 de diciembre de 2021.
| Club                | País      | Año       | Part. | Goles |
| ------------------- | --------- | --------- | ----- | ----- |
| Temperley           | Argentina | 2018-2020 | 18    | 0     |
| Elche Ilicitano     | España    | 2021      | 6     | 0     |
| Deportivo Laferrere | Argentina | 2022      | 38    | 2     |
| Deportivo Merlo     | Argentina | 2023      | 26    | 0     |
| Carlos Stein        | Perú      | 2024      | 7     | 0     |
| Total               | Total     | Total     | 96    | 2     |